# 야와타촌 (군마현 다노군)
야와타촌(일본어: 八幡村)은 일본 군마현 다노군에 설치되었던 촌이다.